# Leichtathletik-Europameisterschaften 2014/5000 m der Frauen

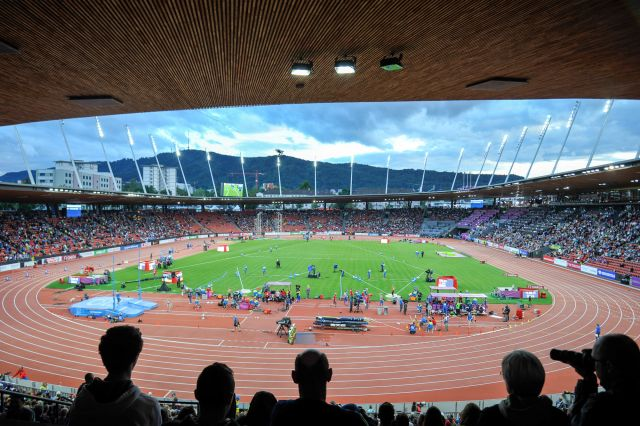
Das Letzigrund-Stadion während der Europameisterschaften 2014

Der 5000-Meter-Lauf der Frauen bei den Leichtathletik-Europameisterschaften 2014 wurde am 16. August 2014 im Letzigrund-Stadion von Zürich ausgetragen.
In diesem Wettbewerb errangen die niederländischen Läuferinnen mit Silber und Bronze zwei Medaillen. Europameisterin wurde die Schwedin Meraf Bahta. Sie gewann vor Sifan Hassan, die am Tag zuvor das Rennen über 1500 Meter für sich entschieden hatte. Bronze ging an Susan Kuijken.

## Bestehende Rekorde
| Weltrekord           | 14:11,15 min | Tirunesh Dibaba    | Oslo, Norwegen        | 6. Juni 2008   |
| Europarekord         | 14:23,75 min | Lilija Schobuchowa | Kasan, Russland       | 19. Juli 2008  |
| Meisterschaftsrekord | 14:54,44 min | Elvan Abeylegesse  | EM Barcelona, Spanien | 1. August 2010 |

Der bestehende EM-Rekord wurde bei diesen Europameisterschaften nicht erreicht. Mit ihrer Siegzeit von 15:31,39 min blieb die schwedische Europameisterin Meraf Bahta 36,95 s über dem Rekord. Zum Europarekord fehlten ihr 1:07,64 min, zum Weltrekord 1:20,14 min.

## Doping
Die Türkin Gamze Bulut – zunächst auf Platz zehn – wurde wegen Dopings bis 29. Mai 2020 gesperrt. Ihre seit Juli 2011 – hier waren Auffälligkeiten im Biologischen Pass festgestellt worden – erzielten Ergebnisse wurden annulliert. Sie hatte am Tag zuvor auch am 1500-Meter-Lauf teilgenommen und war dort im Vorlauf ausgeschieden. Dieses Resultat wurde ihr ebenfalls aberkannt.

## Durchführung
Bei nur siebzehn Teilnehmerinnen gab es keine Vorläufe, alle Läuferinnen bestritten gemeinsam das Finale.

## Legende
Kurze Übersicht zur Bedeutung der Symbolik – so üblicherweise auch in sonstigen Veröffentlichungen verwendet:
| DNF | Wettkampf nicht beendet (did not finish) |
| DOP | wegen Dopingvergehens disqualifiziert    |

## Resultat

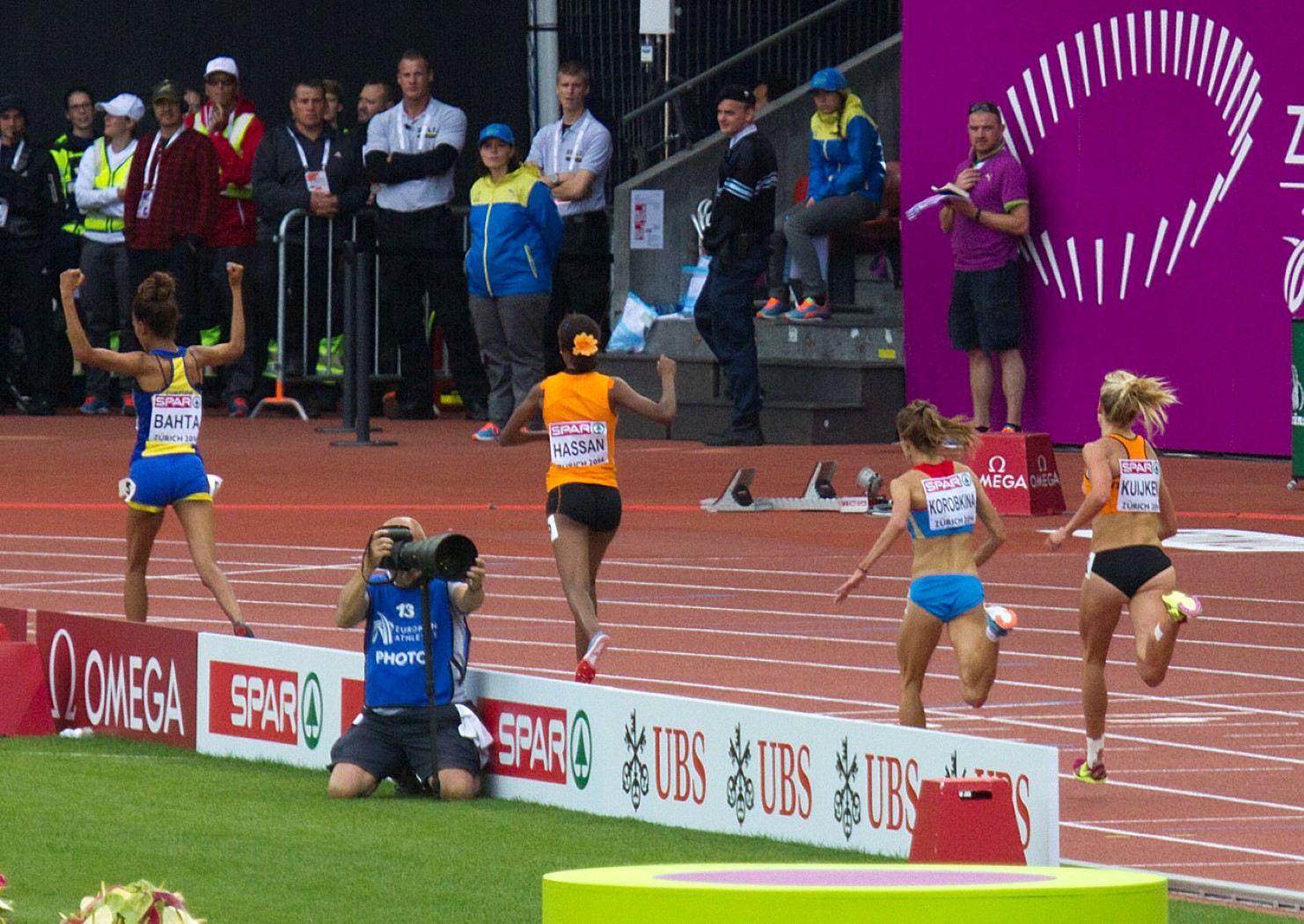
Das 5000-Meter-Finale
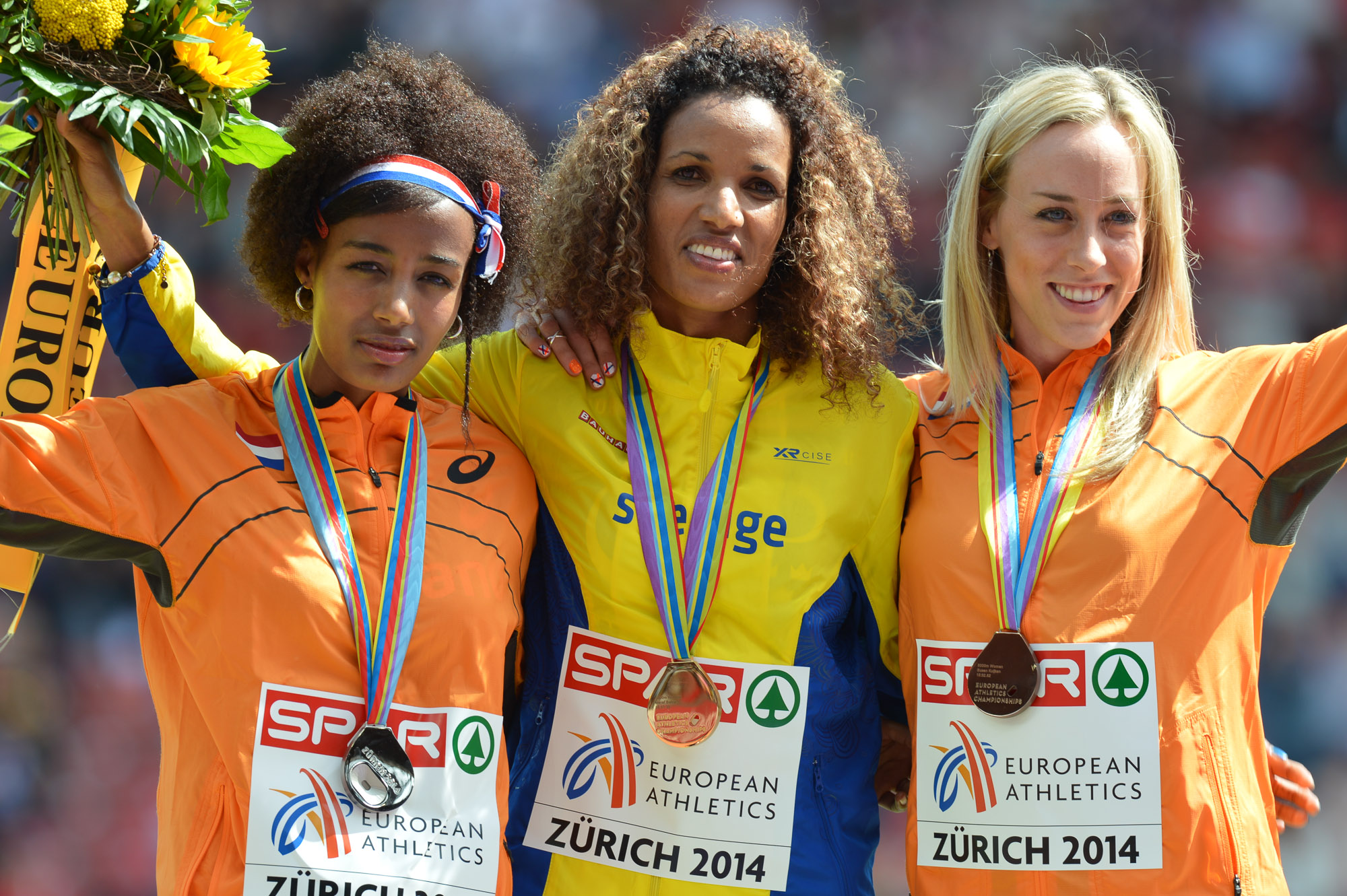
Siegerehrung

16. August 2014, 17:40 Uhr
| Platz | Name                      | Nation         | Zeit (min) |
| ----- | ------------------------- | -------------- | ---------- |
| 1     | Meraf Bahta               | Schweden       | 15:31,39   |
| 2     | Sifan Hassan              | Niederlande    | 15:31,79   |
| 3     | Susan Kuijken             | Niederlande    | 15:32,82   |
| 4     | Jelena Korobkina          | Russland       | 15:32,89   |
| 5     | Nuria Fernández           | Spanien        | 15:35,59   |
| 6     | Sara Moreira              | Portugal       | 15:38,13   |
| 7     | Joanne Pavey              | Großbritannien | 15:38,41   |
| 8     | Giulia Viola              | Italien        | 15:38,76   |
| 9     | Emelia Gorecka            | Großbritannien | 15:42,98   |
| 10    | Jennifer Wenth            | Österreich     | 15:47,61   |
| 11    | Renata Pliś               | Polen          | 15:48,58   |
| 12    | Karoline Bjerkeli Grøvdal | Norwegen       | 15:52,78   |
| 13    | Kristiina Mäki            | Tschechien     | 15:57,13   |
| 14    | Maren Kock                | Deutschland    | 16:04,60   |
| 15    | Paula González            | Spanien        | 16:24,58   |
| DNF   | Sonja Roman               | Slowenien      |            |
| DOP   | Gamze Bulut               | Türkei         | 15:44,73   |

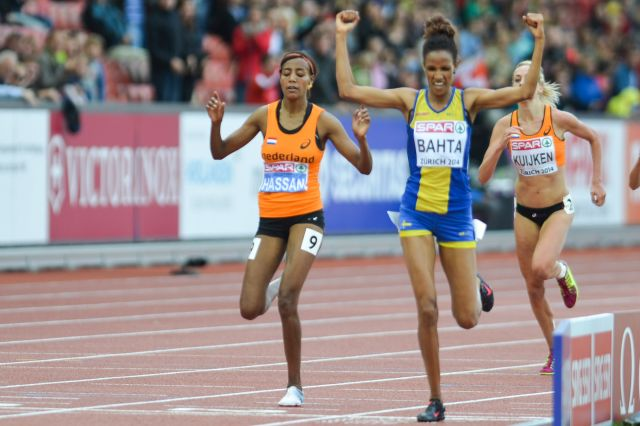
Zieleinlauf mit den drei Medaillengewinnerinnen
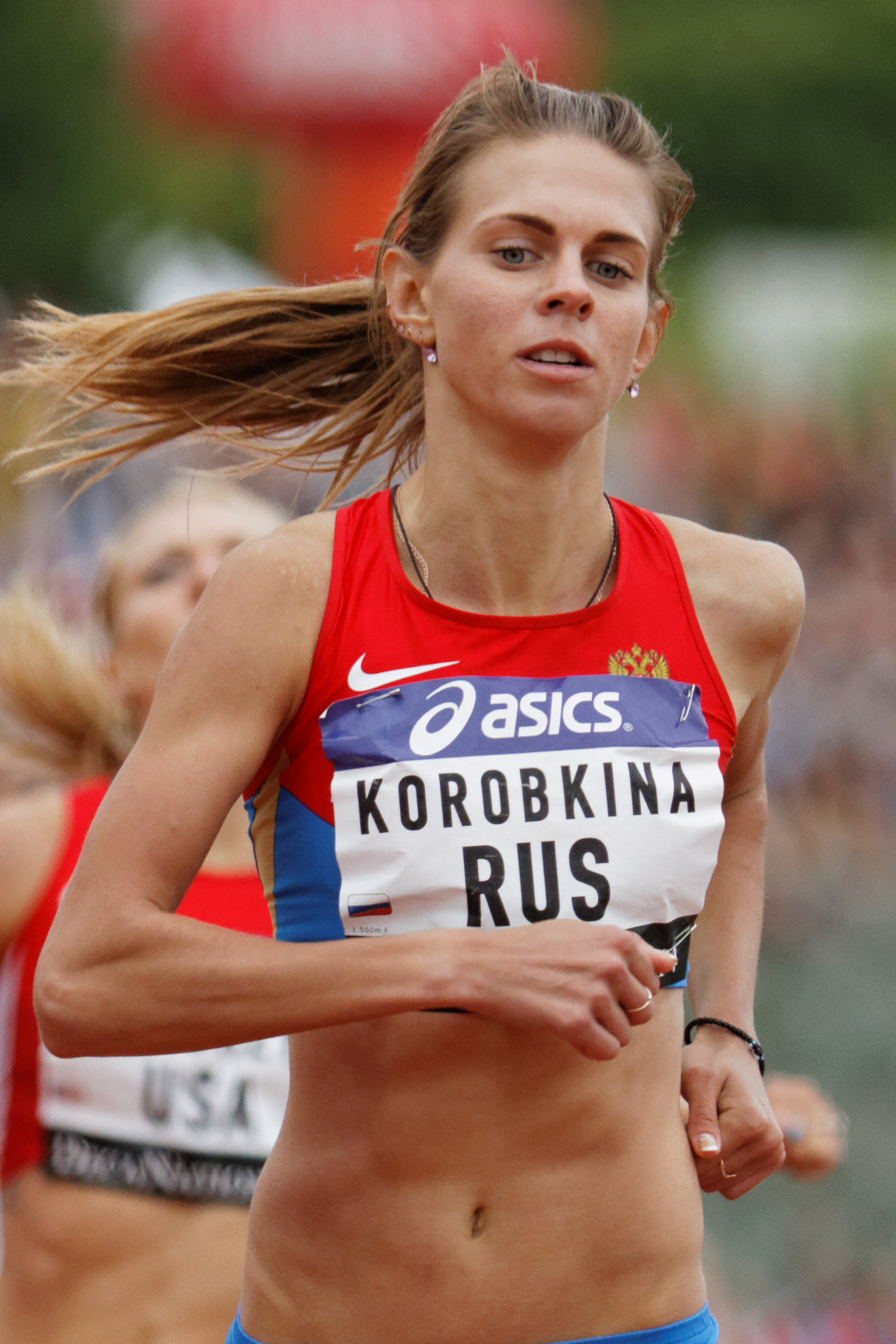
Die viertplatzierte Jelena Korobkina
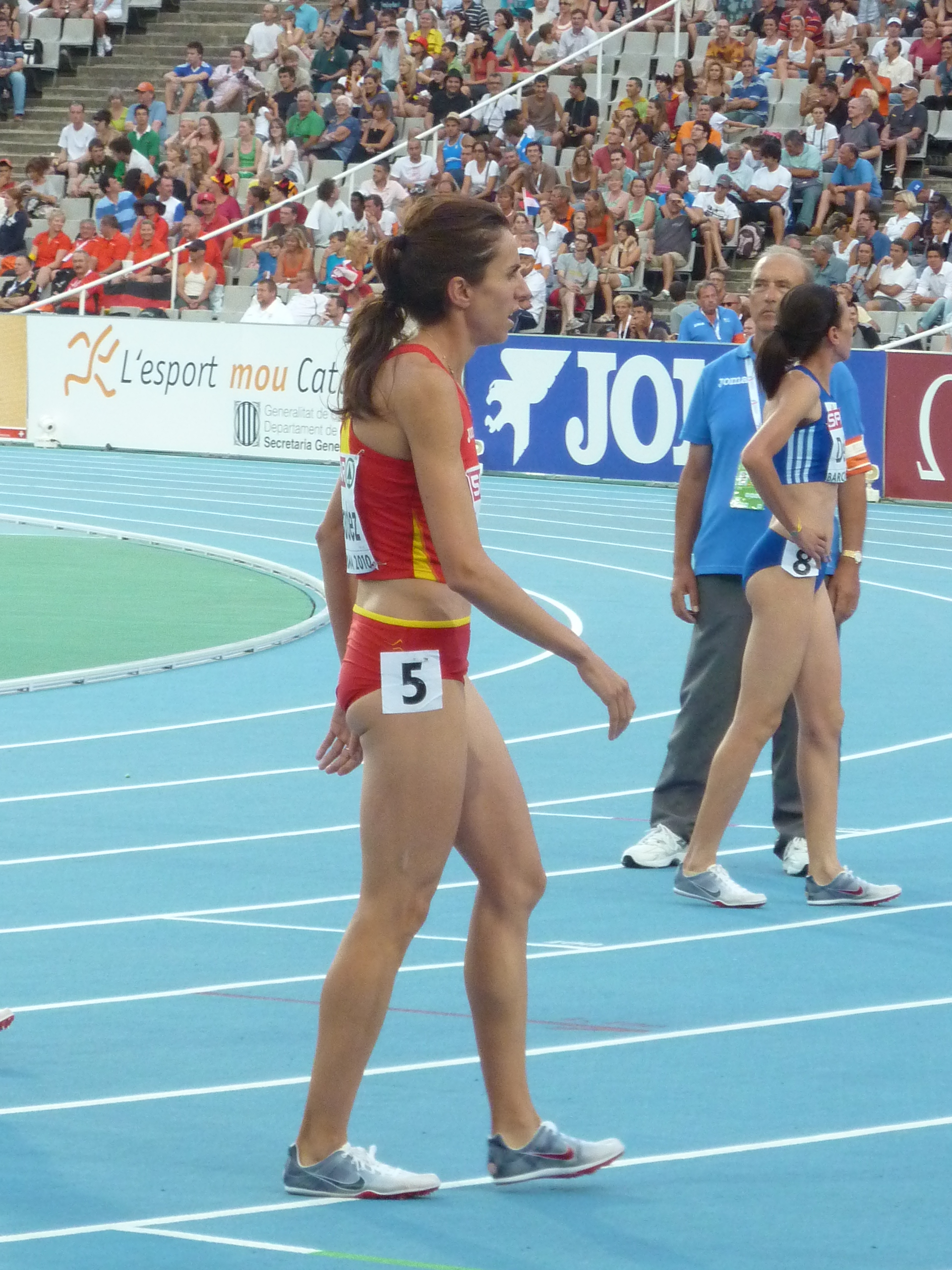
Nuria Fernández (links), Europameisterin von 2010, belegte Rang fünf
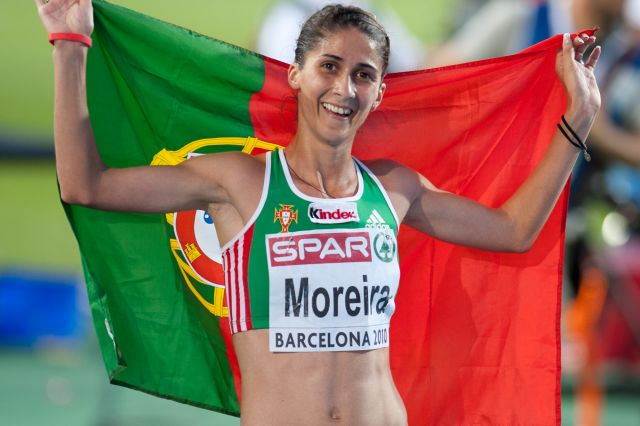
Sara Moreira, 2010 Vizeeuropameisterin und nach einer Dopingsperre[4] auch 2012 wieder EM-Zweite, wurde diesmal Sechste – vier Tage zuvor Fünfte über 10.000 Meter

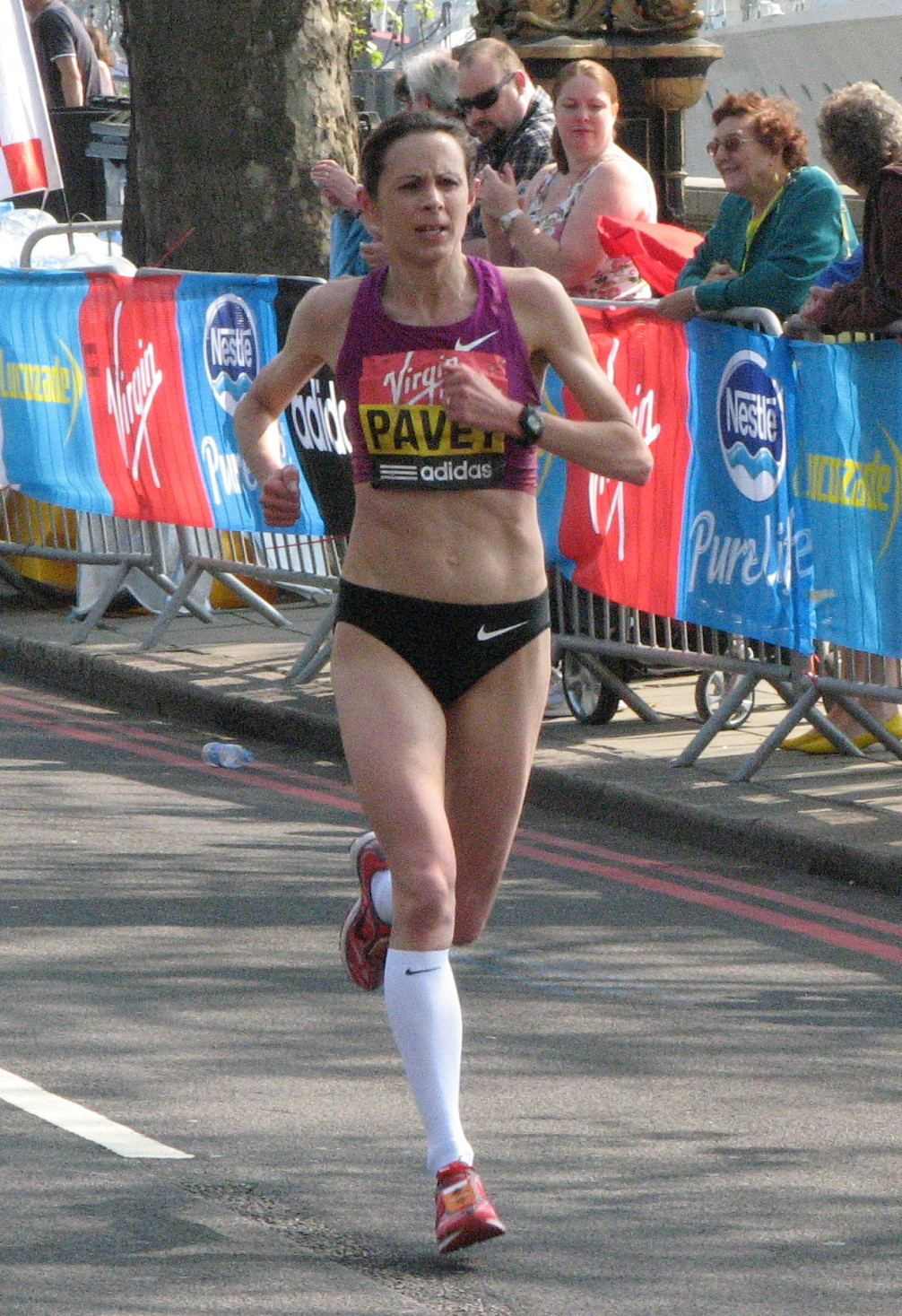
Joanne Pavey, vier Tage zuvor Siegerin über 10.000 Meter, erreichte Platz sieben
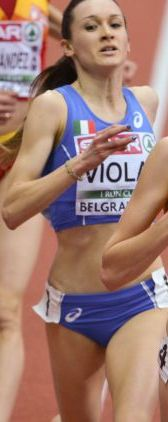
Giulia Viola kam auf den achten Platz
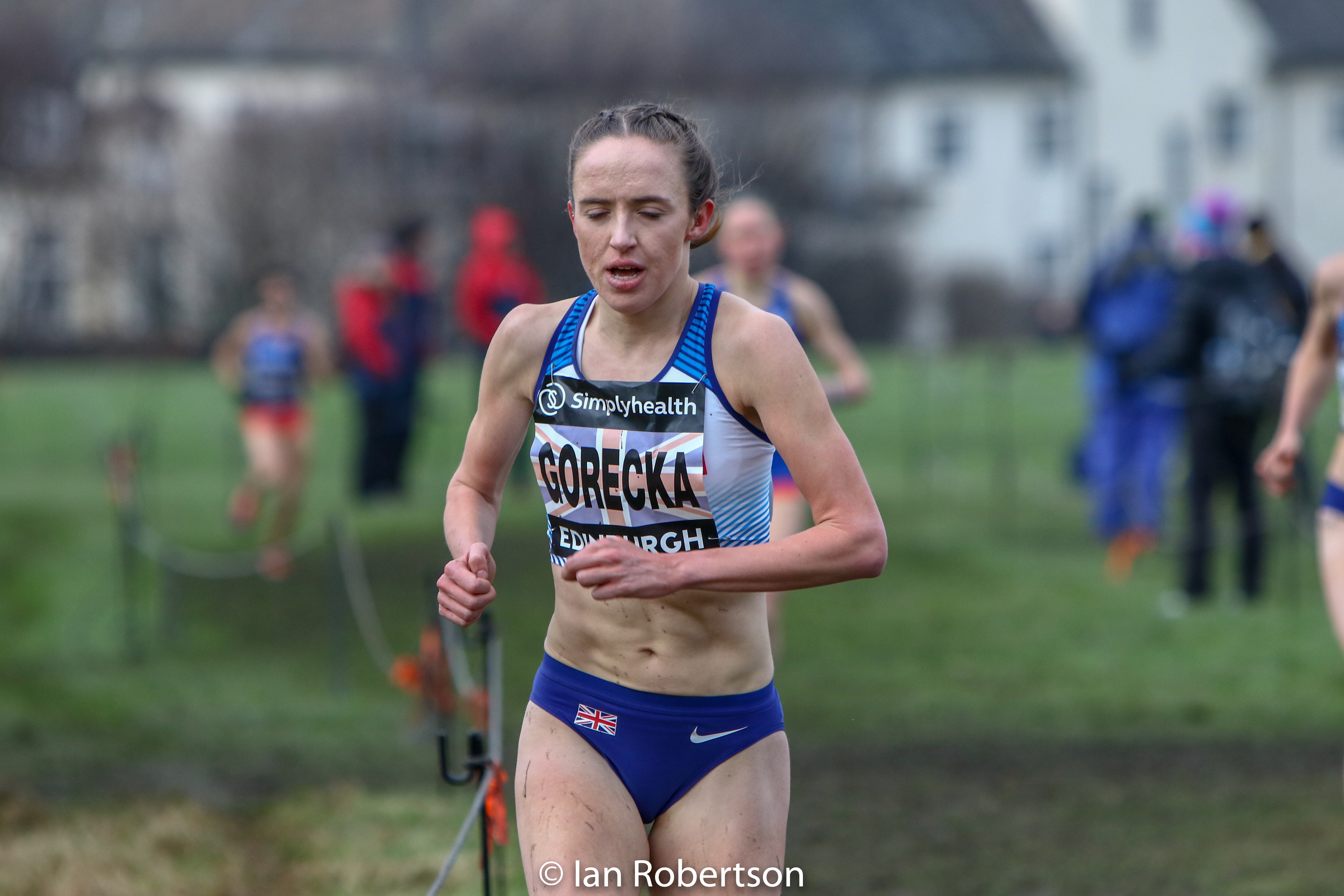
Emelia Gorecka – Rang neun
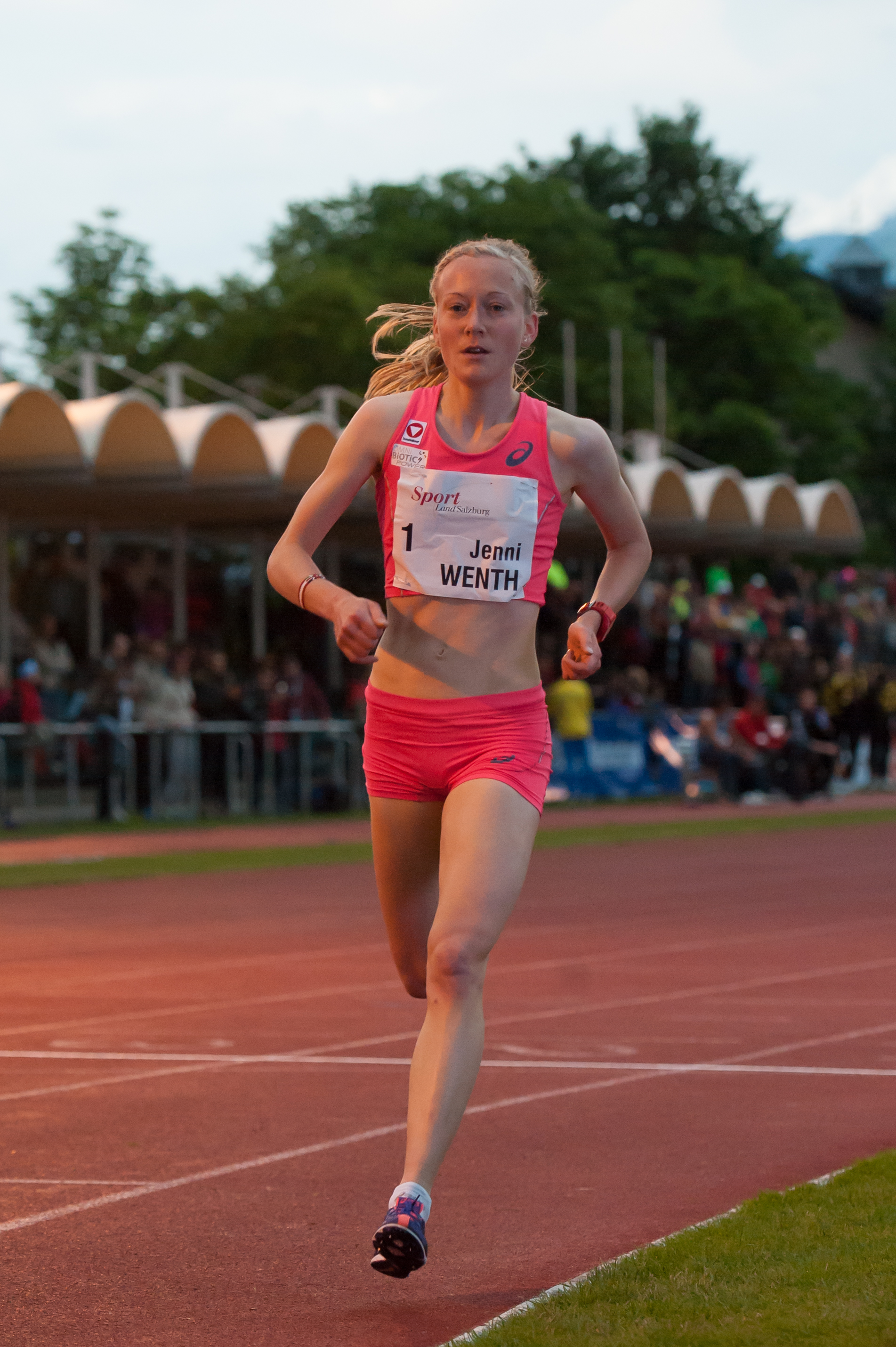
Jennifer Wenth – Rang zehn

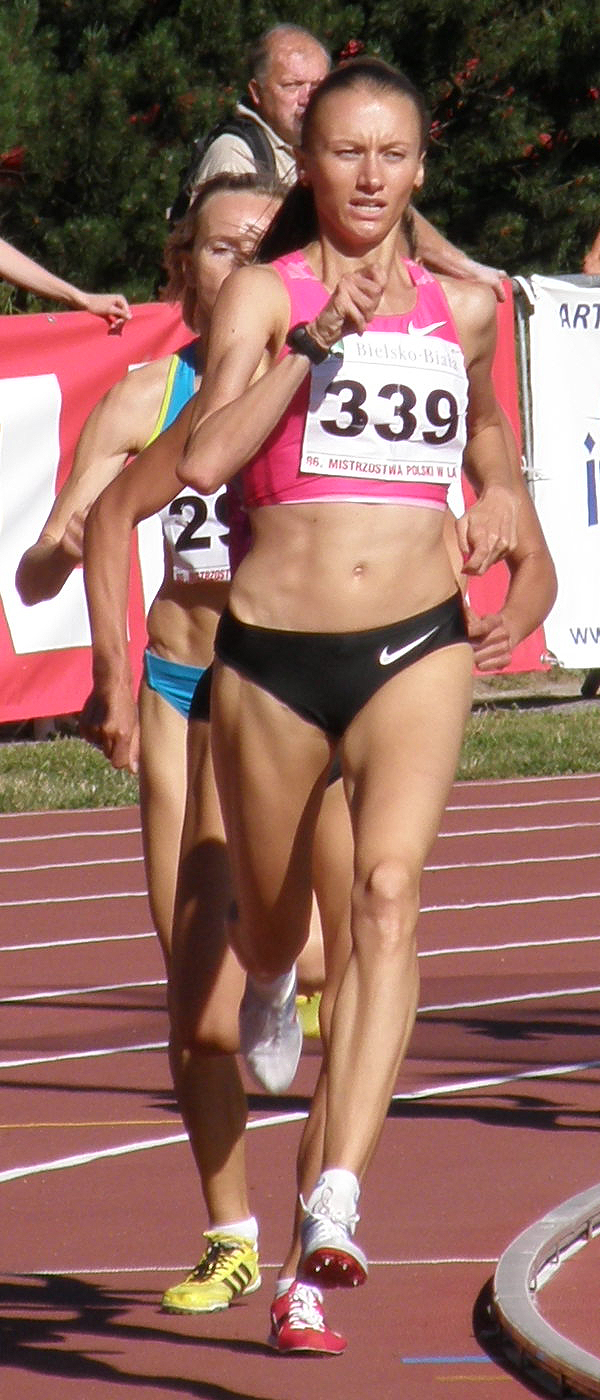
Renata Pliś – Rang elf
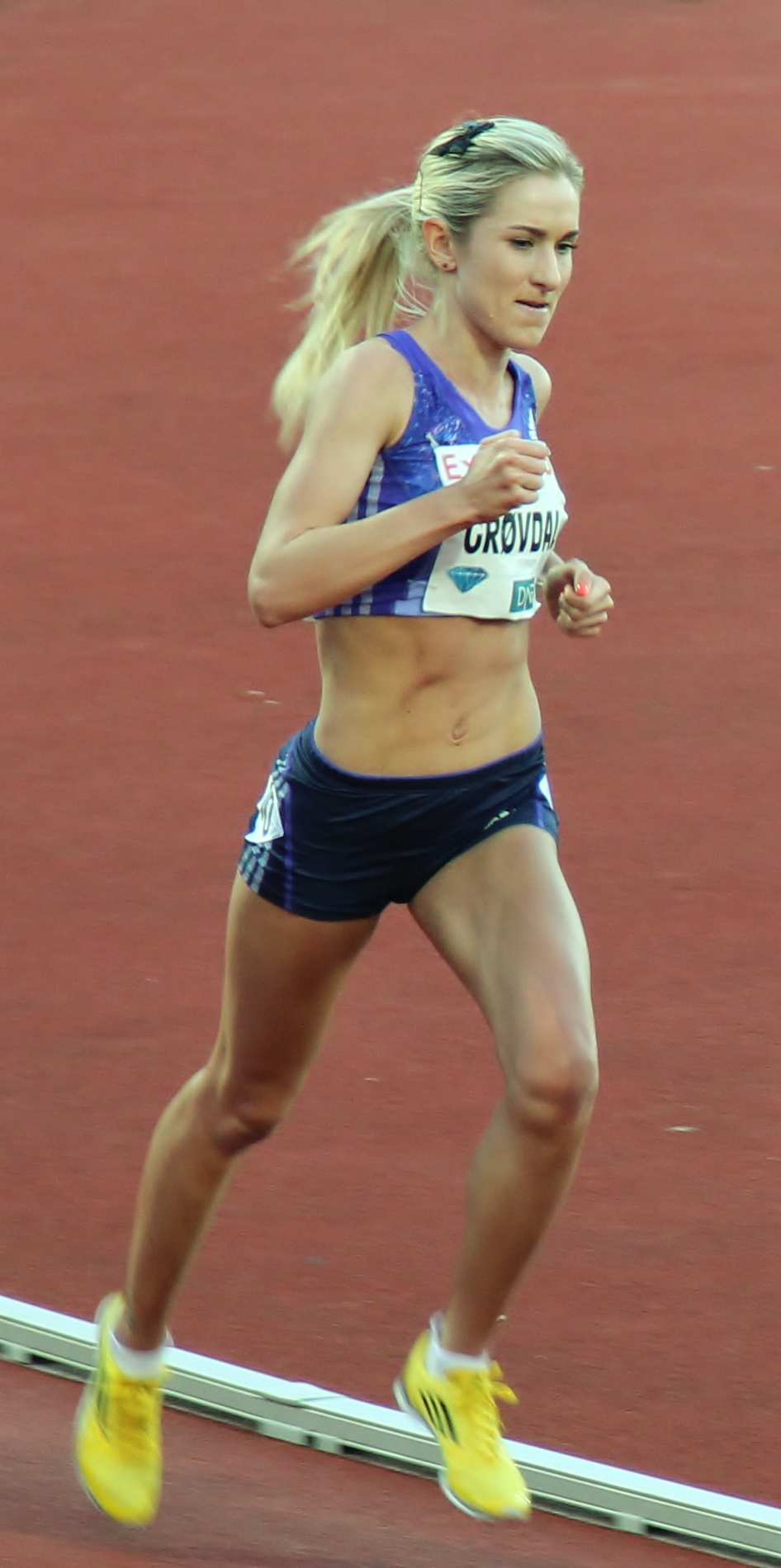
Karoline Bjerkeli Grøvdal – Rang zwölf
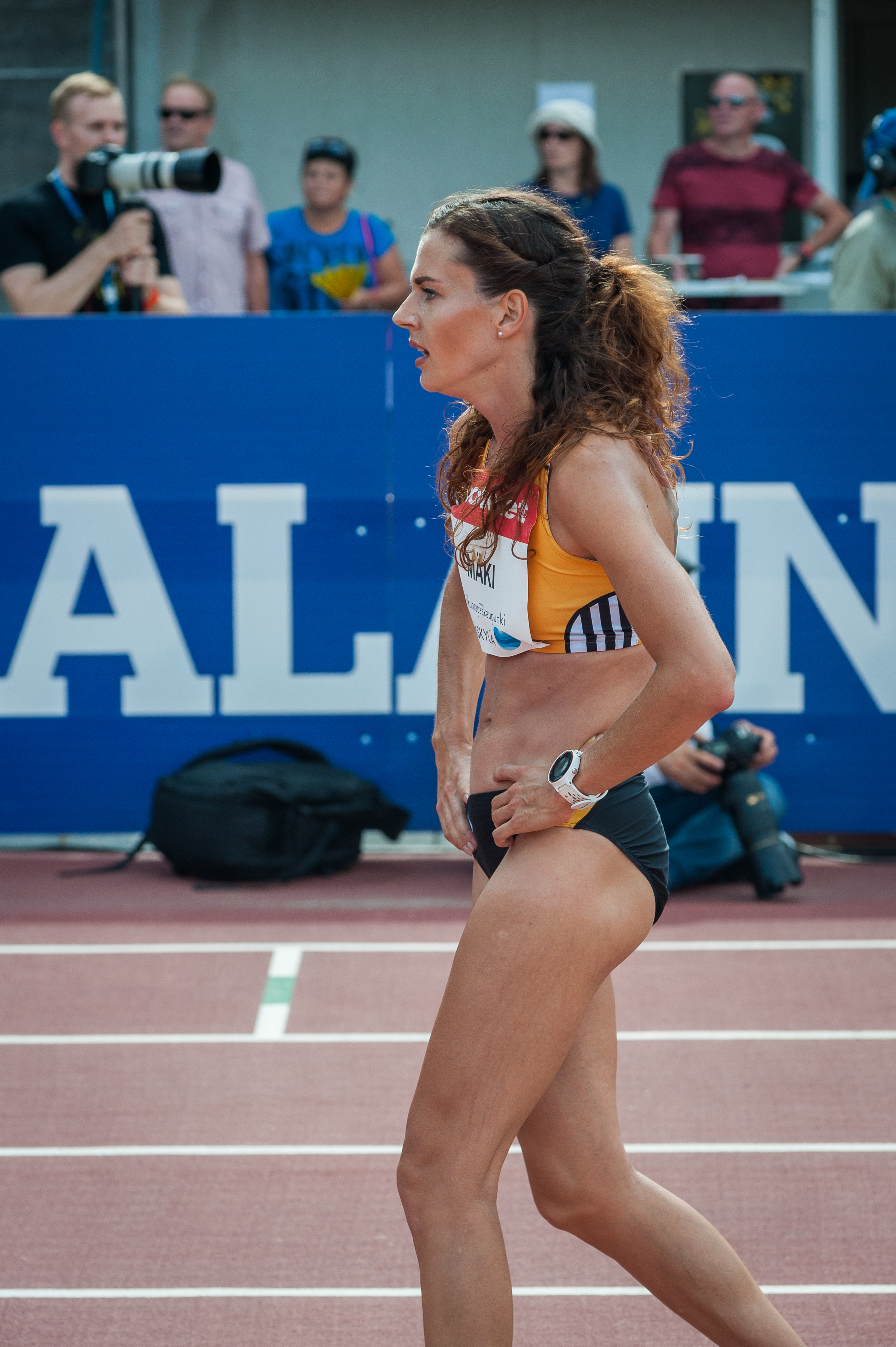
Kristiina Mäki – Rang dreizehn
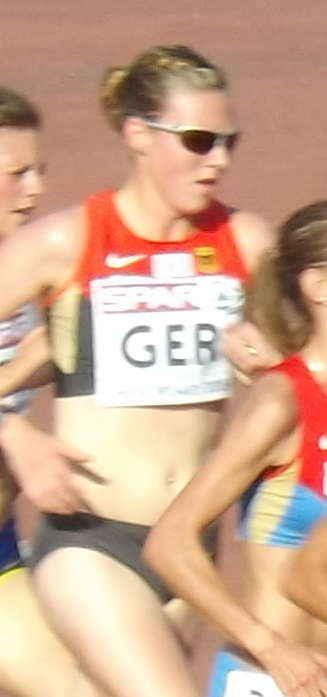
Maren Kock – Rang vierzehn

## Videolink
- 5000 m women final European Athletics Championships 2014 Zurich, youtube.com, abgerufen am 13. Februar 2020